# هاري دين ستانتون
هاري دين ستانتون (بالإنجليزية: Harry Dean Stanton)‏، (مواليد 14 يوليو 1926 - 15 سبتمبر 2017)، وهو ممثل أمريكي وعسكري من البحرية الأمريكية سابقاً وخاض في مرحلة شبابه فترة الحرب العالمية الثانية، وبعد نهاية الحرب اشترك في الأعمال السينمائية بداية عام 1954م، وشارك بعدة أفلام ومنها : فيلم فضائي عام 1979م.

## وفاته
توفي ستانتون في 15 سبتمبر 2017، في مركز سيدارز سيناي الطبي في لوس أنجلوس كاليفورنيا، عن عمر يناهز 91 عاما لأسباب طبيعية.

## وصلات خارجية
- هاري دين ستانتون على موقع IMDb (الإنجليزية)
- هاري دين ستانتون على موقع روتن توميتوز (الإنجليزية)
- هاري دين ستانتون على موقع مونزينجر (الألمانية)
- هاري دين ستانتون على موقع قاعدة بيانات الأفلام العربية
- هاري دين ستانتون على موقع ألو سيني (الفرنسية)
- هاري دين ستانتون على موقع ميوزك برينز (الإنجليزية)
- هاري دين ستانتون على موقع تيرنر كلاسيك موفيز (الإنجليزية)
- هاري دين ستانتون على موقع أول موفي (الإنجليزية)
- هاري دين ستانتون على موقع قاعدة بيانات الأفلام السويدية (السويدية)
- هاري دين ستانتون على موقع إن إن دي بي (الإنجليزية)
- Entertainment Weekly interview/profile
- Harry Dean Stanton: Partly Fiction (biographic documentary, trailer) على يوتيوب
- www.harrydeanstanton.org